# Bluefields (Nicaragua)
Bluefields város Nicaragua keleti részén, a Karib-tenger partjának közelében. Az Atlántico Sur nevű autonóm régió székhelye és a Karib-tenger partján húzódó úgynevezett Moszkitó-part legnagyobb városa, a Bluefieldsi egyházmegye székhelye Managuától közúton kb. 365 km-re keletre. Lakossága közel 46 ezer fő volt 2005-ben.
Nem a nyílt tenger, hanem egy hosszan elhúzódó belső lagúna, a Bahía de Bluefields magas, sziklás partján fekszik. A tengeri hajók El Bluffnál vetnek horgonyt, amely Bluefieldstől 10 km-re keletre van. A partvidéken gyakoriak az angol nevek, amelyek az angolok hajdani gyarmatosítási kísérleteinek emlékei. Bluefields magyarul kék mezők-et jelent, de ezt nem kell szó szerint venni, mert kivételesen egy holland Blewfeldt nevű kalóz angolosított nevéből származik.
A városnak vegyes etnikuma van. Nicaragua más városaitól eltérően nagy részük néger, mulatt vagy zambo, akik valamennyien egy nehezen érthető angol nyelvjárást beszélnek. A városban nagy számmal élnek kreolok, meszticek és más bevándorlók, például kínaiak.

## Éghajlat
A városnak trópusi éghajlata van, az évi átlagos csapadékmennyiség 4320 mm, februártól áprilisig kisebb mennyiségű csapadék hull (havi átlag 75–115 mm).
| Hónap                         | Jan. | Feb. | Már. | Ápr. | Máj. | Jún. | Júl. | Aug. | Szep. | Okt. | Nov. | Dec. | Év   |
| ----------------------------- | ---- | ---- | ---- | ---- | ---- | ---- | ---- | ---- | ----- | ---- | ---- | ---- | ---- |
| Átlagos max. hőmérséklet (°C) | 27,8 | 28,4 | 29,0 | 29,8 | 29,9 | 28,9 | 28,1 | 28,5 | 29,1  | 28,8 | 28,4 | 28,0 | 28,7 |
| Átlagos min. hőmérséklet (°C) | 22,2 | 22,3 | 23,3 | 23,7 | 24,2 | 23,9 | 23,7 | 23,6 | 23,5  | 23,1 | 22,8 | 22,6 | 23,2 |
| Átl. csapadékmennyiség (mm)   | 218  | 114  | 71   | 101  | 264  | 581  | 828  | 638  | 383   | 418  | 376  | 328  | 4320 |
| Forrás: HKO                   |      |      |      |      |      |      |      |      |       |      |      |      |      |

## Fordítás
- Ez a szócikk részben vagy egészben  a   Bluefields című spanyol Wikipédia-szócikk fordításán alapul.  Az eredeti cikk szerkesztőit annak laptörténete sorolja fel. Ez a jelzés csupán a megfogalmazás eredetét és a szerzői jogokat jelzi, nem szolgál a cikkben szereplő információk forrásmegjelöléseként.